# Championnat du Japon de baseball 2011
Navigation
2010 2012
Le Championnat du Japon de baseball 2011 est la 62e édition de l'épreuve depuis 1950, et sa réorganisation.
Le coup d'envoi de la saison est programmé le 25 mars 2011. Les matchs interligues sont prévus du 17 mai au 19 juin. Le premier match de la Série finale est fixé au 1er octobre.
La phase de préparation de la saison a lieu du 19 février au 21 mars.
En raison du séisme du 11 mars, l'ouverture de la saison à la date prévue est discutée. Deux stades ont souffert lors du tremblement de terre, celui des Golden Eagles à Sendai et celui des Marines à Chiba. Les installations sportives devraient pouvoir être remises en état pour la reprise de la saison programmée le 25 mars, mais c'est loin d'être le cas pour les infrastructures des villes concernées, Sendai au premier chef. La ligue centrale prend toutefois la décision de maintenir au 25 mars la reprise du championnat tandis que la Ligue du Pacifique reporte le coup d'envoi de la saison au 12 avril. Le 20 mars, cédant à pression des joueurs, la Ligue centrale repousse l'ouverture de sa compétition au 29 mars. Le coup d'envoi de la saison est finalement reporté au 12 avril pour les deux ligues.
Les joueurs arborent sur leur casque le message « Gambaro Nippon! » (Tiens bon Japon!), .
Les Fukuoka SoftBank Hawks remportent la série finale 4-3 face aux Chunichi Dragons.

## Clubs
| \| Tokyo: Giants Yakult Chiba Fukuoka Hokkaido Orix Saitama Tohoku Chunichi Hanshin Hiroshima Tokyo Yokohama \| Localisation des clubs engagés dans le championnat. |
| Tokyo: Giants Yakult Chiba Fukuoka Hokkaido Orix Saitama Tohoku Chunichi Hanshin Hiroshima Tokyo Yokohama                                                           |

### Pacific League
| Equipe                       | Ville        | Stade                        | Capacité        |
| ---------------------------- | ------------ | ---------------------------- | --------------- |
| Chiba Lotte Marines          | Chiba        | Chiba Marine Stadium         | 30 200          |
| Fukuoka SoftBank Hawks       | Fukuoka      | Fukuoka Dome                 | 35 773          |
| Hokkaido Nippon Ham Fighters | Sapporo      | Sapporo Dome                 | 40 572          |
| Orix Buffaloes               | Osaka / Kobe | Osaka Dome / Skymark Stadium | 36 477 / 35 000 |
| Saitama Seibu Lions          | Tokorozawa   | Seibu Dome                   | 35 879          |
| Tohoku Rakuten Golden Eagles | Sendai       | Miyagi Baseball Stadium      | 23 000          |

### Central League
| Equipe                | Ville               | Stade                             | Capacité        |
| --------------------- | ------------------- | --------------------------------- | --------------- |
| Chunichi Dragons      | Nagoya              | Nagoya Dome                       | 38 414          |
| Hanshin Tigers        | Nishinomiya / Osaka | Koshien Stadium / Osaka Dome      | 50 454 / 36 477 |
| Hiroshima Toyo Carp   | Hiroshima           | MAZDA Zoom-Zoom Hiroshima Stadium | 30 350          |
| Tokyo Yakult Swallows | Tokyo               | Meiji Jingu Stadium               | 37 933          |
| Yokohama BayStars     | Yokohama            | Yokohama Stadium                  | 30 730          |
| Yomiuri Giants        | Tokyo               | Tokyo Dome                        | 45 600          |

## Saison régulière

### Avril 2011
En ouverture de la saison, les Golden Eagles s'imposent 6-4 face aux Marines, champions en titre, devant 22 525 spectateurs. En Central League, le match d'ouverture se solde par une victoire 5-4 de Yokohama sur Chunichi.

### Classements
| Pl. | Équipe                       | J   | V  | D  | N  | %    | GB |
| --- | ---------------------------- | --- | -- | -- | -- | ---- | -- |
| 1   | Fukuoka SoftBank Hawks       | 144 | 88 | 46 | 10 | .662 | -  |
| 2   | Hokkaido Nippon Ham Fighters | 144 | 72 | 65 | 7  | .526 | 18 |
| 3   | Saitama Seibu Lions          | 144 | 68 | 67 | 9  | .504 | 21 |
| 4   | Orix Buffaloes               | 144 | 69 | 68 | 7  | .504 | 21 |
| 5   | Tohoku Rakuten Golden Eagles | 144 | 66 | 71 | 7  | .482 | 24 |
| 6   | Chiba Lotte Marines          | 144 | 54 | 79 | 11 | .409 | 34 |

| Pl. | Équipe                | J   | V  | D  | N  | %    | GB  |
| --- | --------------------- | --- | -- | -- | -- | ---- | --- |
| 1   | Chunichi Dragons      | 144 | 75 | 59 | 10 | .560 | -   |
| 2   | Tokyo Yakult Swallows | 144 | 70 | 59 | 15 | .543 | 2½  |
| 3   | Yomiuri Giants        | 144 | 71 | 62 | 11 | .534 | 3½  |
| 4   | Hanshin Tigers        | 144 | 68 | 70 | 6  | .493 | 9   |
| 5   | Hiroshima Toyo Carp   | 144 | 60 | 76 | 8  | .441 | 16  |
| 6   | Yokohama BayStars     | 144 | 47 | 86 | 11 | .353 | 27½ |

## Séries éliminatoires
|  | 1/2 finale de Ligue    | 1/2 finale de Ligue   |                              |   | Finales de Ligue       | Finales de Ligue |  |  | Série finale | Série finale |
|  | 1/2 finale de Ligue    | 1/2 finale de Ligue   |                              |   | Finales de Ligue       | Finales de Ligue |  |  | Série finale | Série finale |
|  |                        |                       |                              |   |                        |                  |  |  |              |              |
|  |                        |                       |                              |   |                        |                  |  |  |              |              |
|  |                        |                       |                              |   |                        |                  |  |  |              |              |
|  | Fukuoka SoftBank Hawks | 4                     |                              |   |                        |                  |  |  |              |              |
|  | Fukuoka SoftBank Hawks | 4                     | Hokkaido Nippon Ham Fighters | 0 |                        |                  |  |  |              |              |
|  | Saitama Seibu Lions    | 0                     | Hokkaido Nippon Ham Fighters | 0 |                        |                  |  |  |              |              |
|  | Saitama Seibu Lions    | 0                     | Saitama Seibu Lions          | 2 |                        |                  |  |  |              |              |
|  |                        |                       | Saitama Seibu Lions          | 2 | Fukuoka SoftBank Hawks | 4                |  |  |              |              |
|  |                        |                       |                              |   | Fukuoka SoftBank Hawks | 4                |  |  |              |              |
|  |                        | Chunichi Dragons      | 3                            |   |                        |                  |  |  |              |              |
|  | Tokyo Yakult Swallows  | Chunichi Dragons      | 3                            | 2 |                        |                  |  |  |              |              |
|  | Tokyo Yakult Swallows  | Tokyo Yakult Swallows | 2                            | 2 |                        |                  |  |  |              |              |
|  | Yomiuri Giants         | Tokyo Yakult Swallows | 2                            | 1 |                        |                  |  |  |              |              |
|  | Yomiuri Giants         | Chunichi Dragons      | 4                            | 1 |                        |                  |  |  |              |              |
|  |                        | Chunichi Dragons      | 4                            |   |                        |                  |  |  |              |              |